# Patan (Nepal)
Patan (Sanskriet: पाटन), tegenwoordig Lalitpur (लालितपुर) is de - op Kathmandu en Pokhara na - grootste stad (Engels: sub-metropolitan City; Nepalees: upa-mahanagarpalika) van Nepal, en tevens de hoofdstad van het district Lalitpur. De stad ligt in het midden van het land en telde bij de volkstelling in 2001 162.991 inwoners en in 2011 220.802 inwoners.
De stad behoort tot de oudste van de Kathmandu-vallei en zou volgens de overlevering zijn gesticht in 299 v.Chr. door koning Veer Deva van de Kirat-dynastie. Veelal wordt aangenomen dat er al lang daarvoor een stad lag. In de middeleeuwen is de plaats uitgebreid door de Malla-dynastie.

Patan (Nepal)
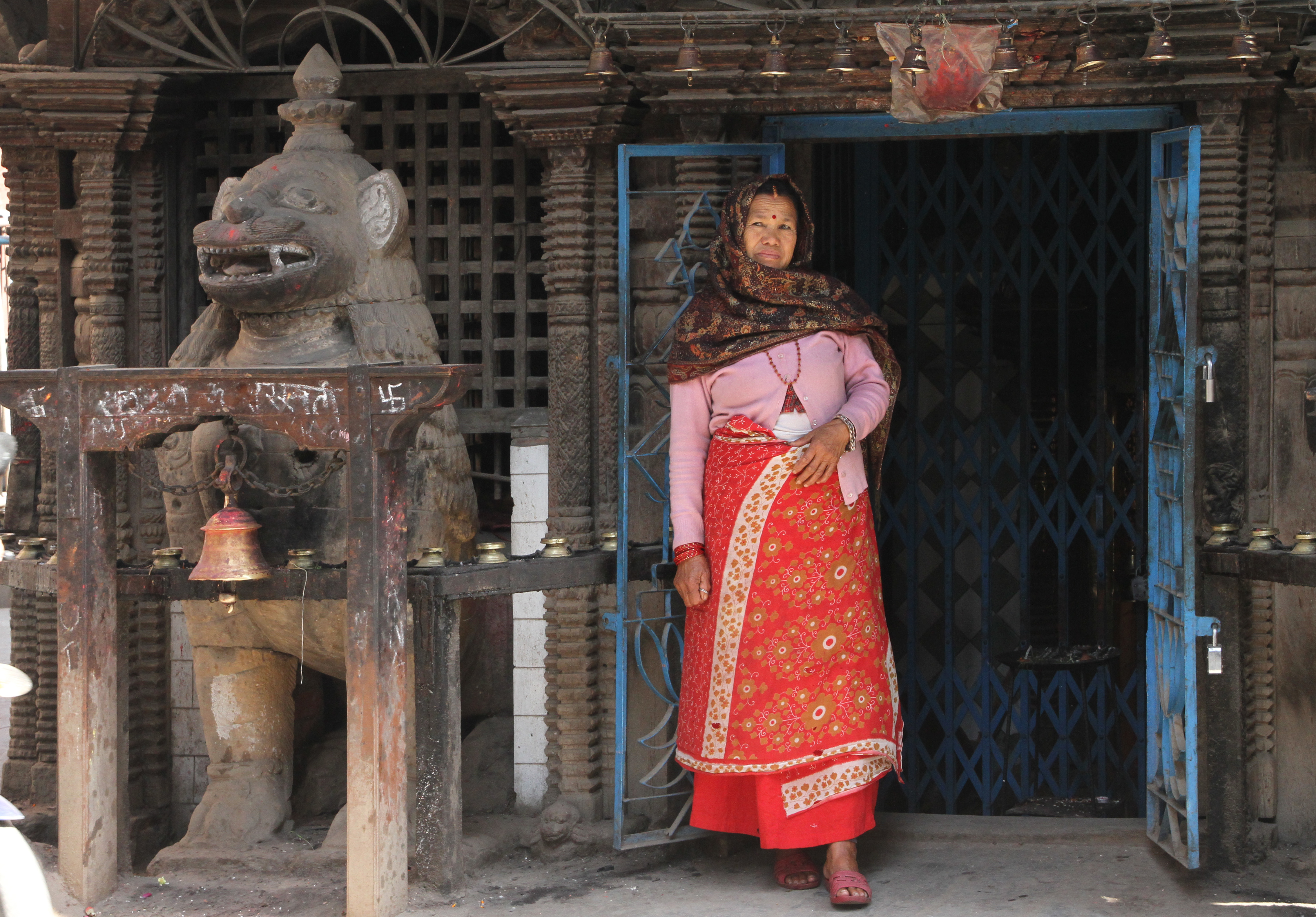
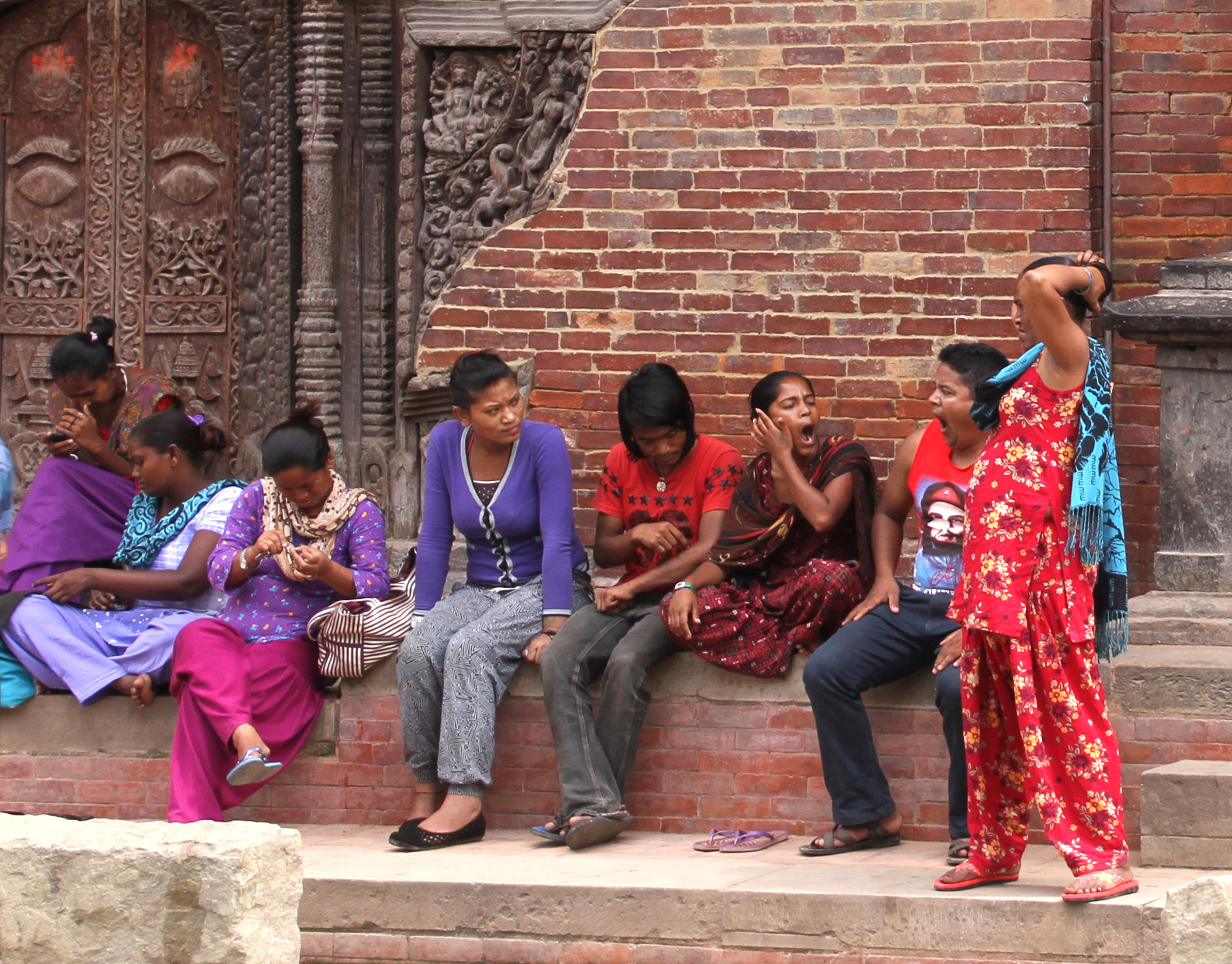
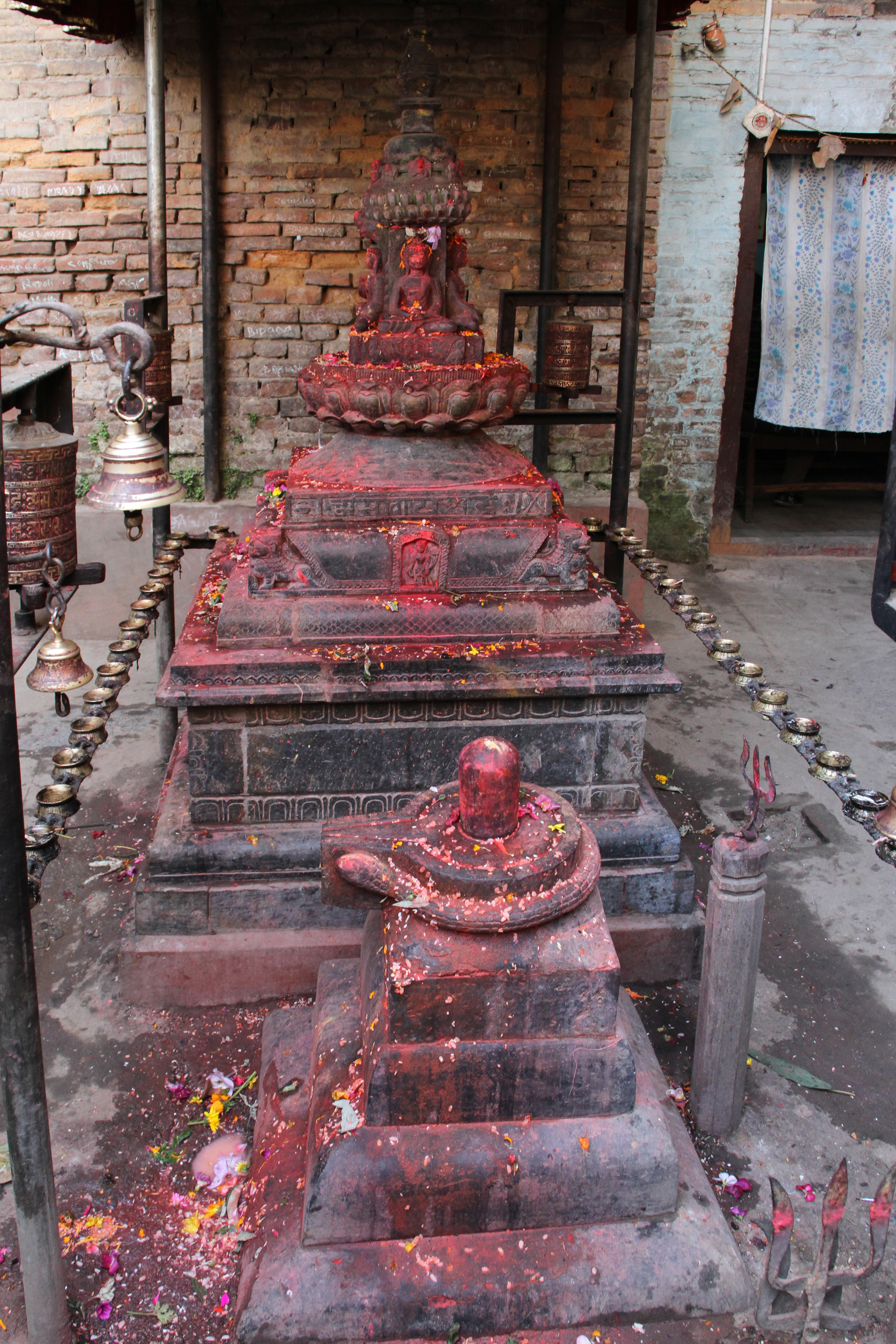
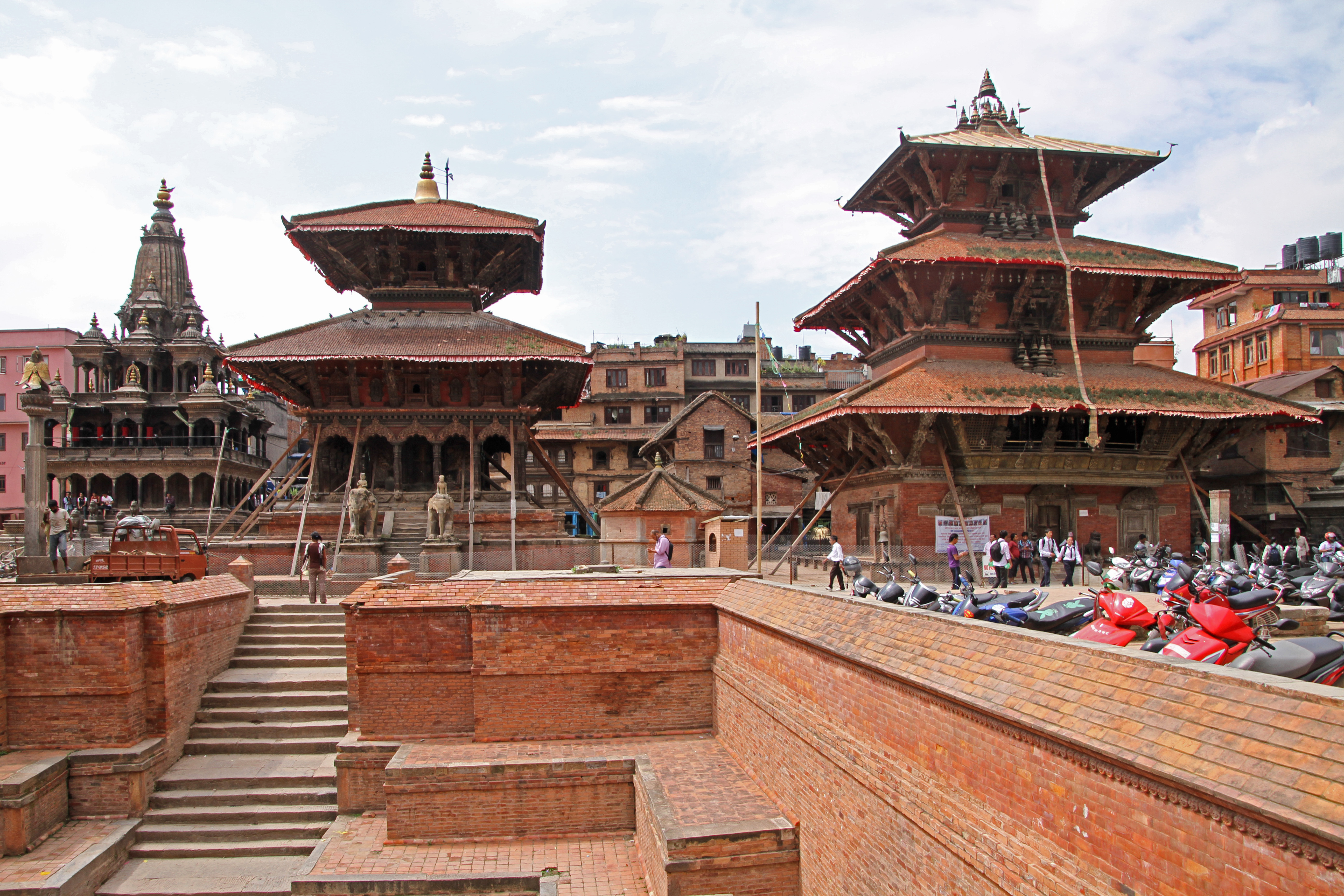
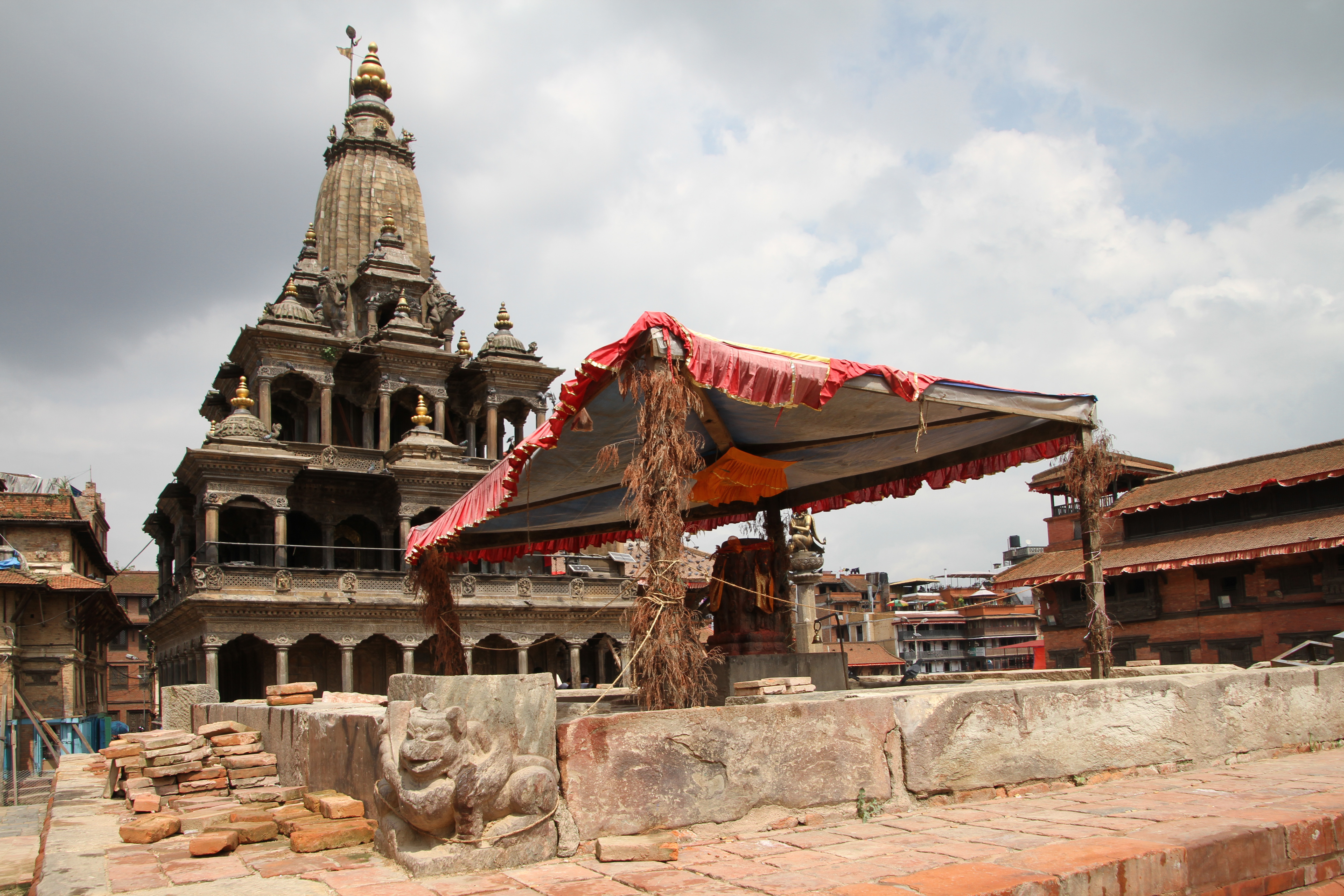
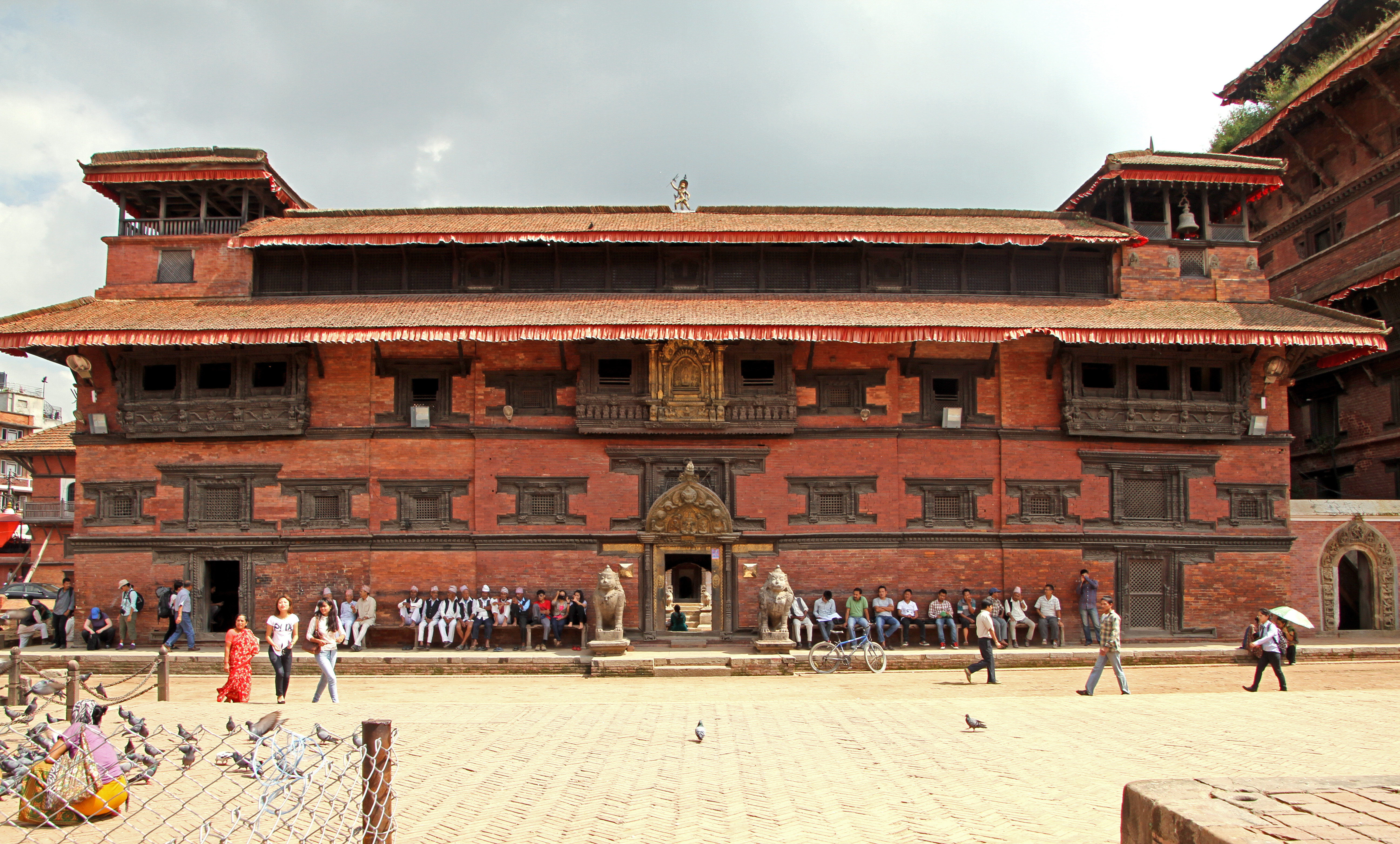
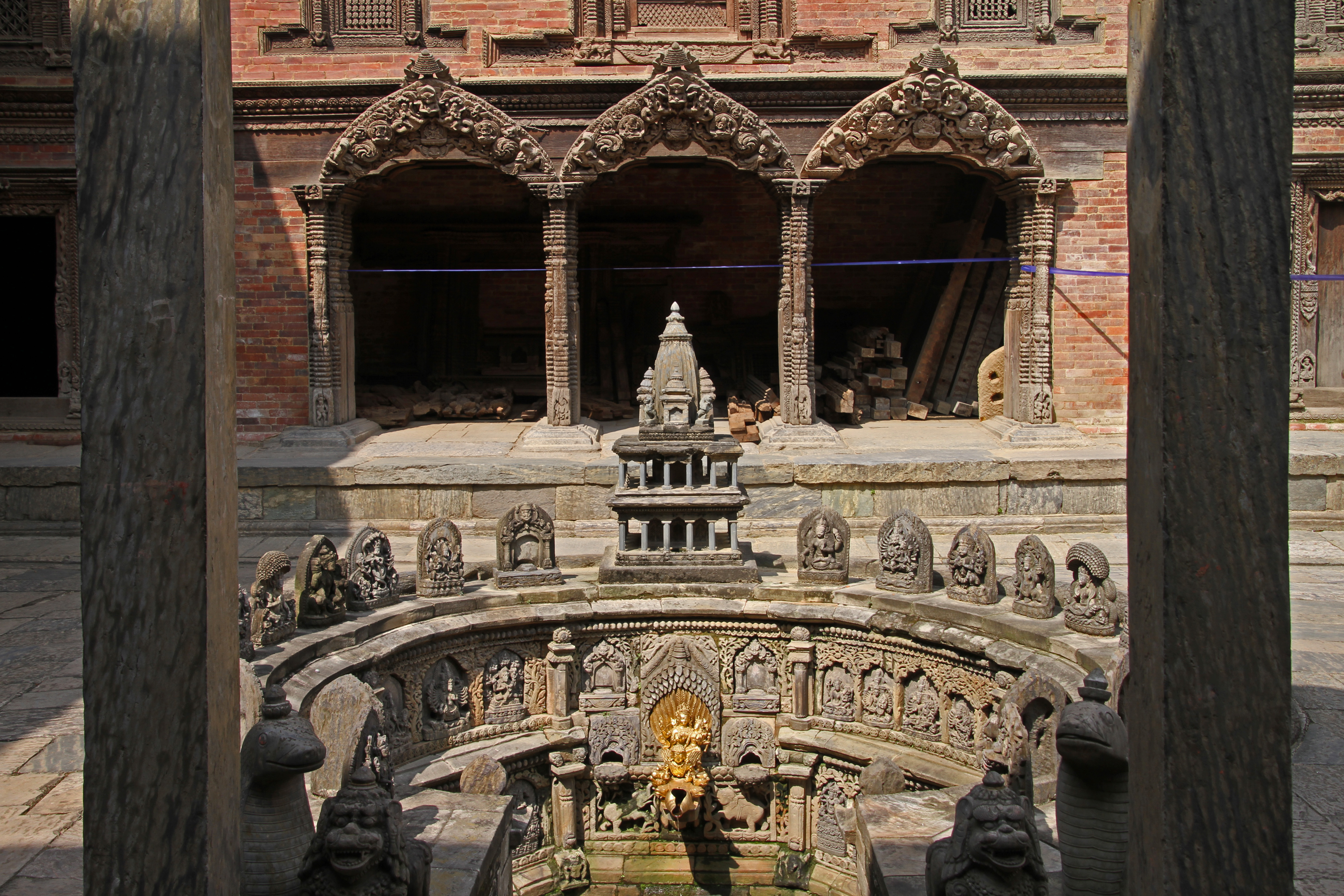
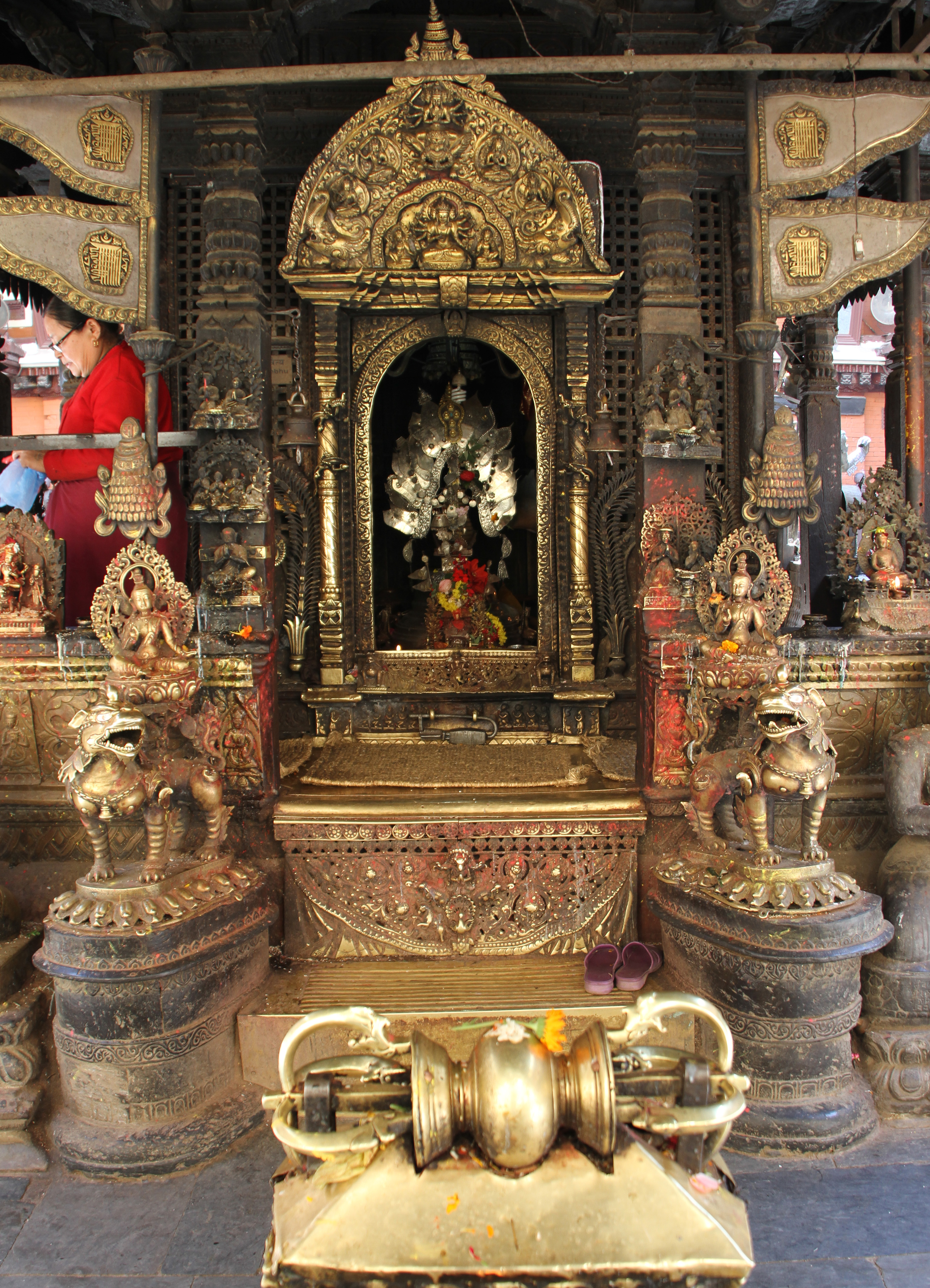